# Santuario della Madonna della Neve (Rescaldina)
Il santuario della Madonna della Neve è un santuario mariano sito a Ravello, frazione del comune di Rescaldina, nell'arcidiocesi di Milano.

## Storia

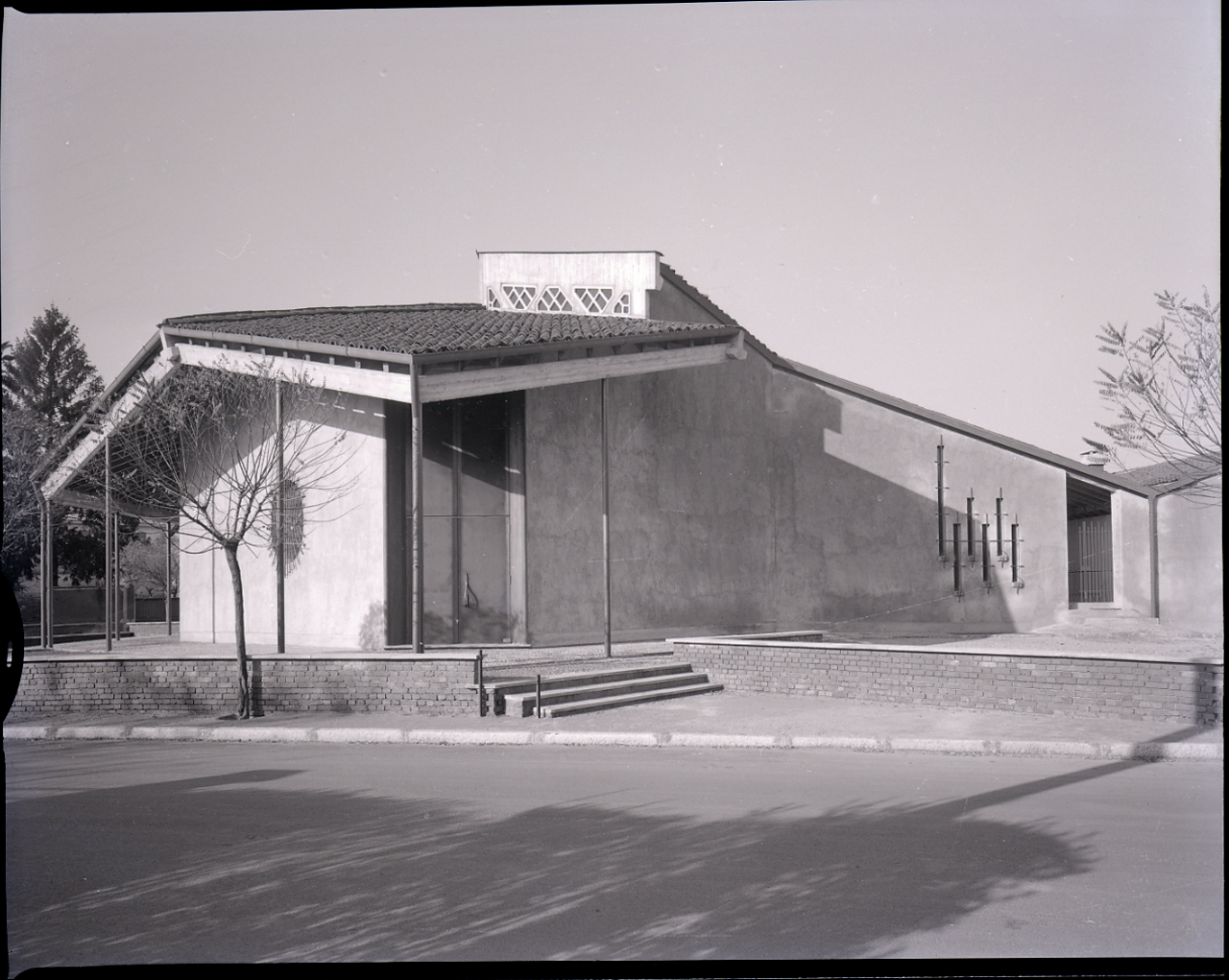
Il Santuario nel 1959 (foto di Paolo Monti)

Il santuario venne costruito dal 1957 al 1959 dall'impresa De Servi su progetto di Vico Magistretti; l'architetto venne seguito durante le fasi progettuali dalle autorità diocesane e da un'assemblea di fedeli, per verificare la rispondenza del disegno al significato comunitario che si intendeva dare alla chiesa.

## Caratteristiche
Il santuario è posto all'incrocio fra due strade, con la facciata verso sud e il presbiterio verso nord.
L'esterno è fortemente caratterizzato dalla presenza della copertura, che estendendosi con ampie falde davanti alla facciata e alle pareti laterali; l'uso di elementi edilizi tradizionali, come le travi in legno a vista e la copertura in coppi, simboleggia la funzione della chiesa come capanna sacra e rimanda all'architettura rurale della zona.
L'interno si compone di due spazi compenetrati fra loro: l'aula ecclesiale, a forma di ottagono allungato in senso trasversale, e il presbiterio, allungato in senso longitudinale e che prosegue nella sacrestia, dalla quale è separato da pannelli in legno. Lo spazio è illuminato da finestrelle poste lungo la trave di colmo e da una vetrata laterale disegnata da Ennio Morlotti.
Vi si conserva una Via Crucis di Mario Gatti.

### Fonti
- Cecilia De Carli (a cura di), Le nuove chiese della Diocesi di Milano, 1945-1993, Milano, Vita e Pensiero, 1994, ISBN 88-343-3666-6.
- Fulvio Irace e Vanni Pasca, Vico Magistretti. Architetto e designer, Milano, Electa, 1999,  p. 56, ISBN 88-435-5986-9.

### Testi di approfondimento
- Chiesa a Rescaldina, in Chiesa e Quartiere, n. 9-10, 1959,  pp. 66-68.
- Roberto Aloi, Nuove architetture a Milano, Milano, Hoepli, 1959, ISBN non esistente, SBN RAV0140907.
- Gillo Dorfles, Considerazioni sull'architettura sacra, in Chiesa e Quartiere, n. 9-10, 1959,  pp. 40-41.
- Giorgio Kaisserlian, Il problema del rapporto delle arti delle nuove chiese di Milano, in Chiesa e Quartiere, n. 9-10, 1959,  pp. 105-107.
- Vico Magistretti, Chiesa a Rescaldina, in Chiesa e Quartiere, n. 15, 1960,  pp. 56-65.
- Roberto Pedio, Linea Lombarda: opere di Vico Magistretti, in L'architettura. Cronache e storia, n. 57, 1960,  pp. 156-163.
- P. Magini, Una nuova chiesa a Rescaldina, in Diocesi di Milano, n. 8-9, agosto-settembre 1961,  pp. 466-471.